# Xignature
A Xignature Kim Dzsunszu (Kim Junsu) dél-koreai énekes 2016. május 30-án XIA néven megjelentetett negyedik nagylemeze. Az albumon közreműködik többek között The Quiett, Automatic, Crucial Star és Paloalto.

## Háttér
Az album címe a művész nevének (XIA) és a signature („aláírás”) szónak az összevonása.
Május 18-án megjelentették az ..Is You című dalt az albumról, mely a Kaon (Gaon) listáján a 19. helyen debütált és egy hét alatt 72 183 darabot adtak el belőle.
XIA a lemezt a szöuli COEX Mall keleti kapujánál tartott félórás koncerttel népszerűsítette május 30-án, valamint a Melon rádióban, ahol saját szegmenst kapott.

## Számlista
| #   | Cím                                                     | Dalszöveg                                | Zene                                             | Hossz |
| --- | ------------------------------------------------------- | ---------------------------------------- | ------------------------------------------------ | ----- |
| 1.  | Rock The World (ft. The Quiett & Automatic)             | Xia                                      | The Vanderveers                                  | 3:58  |
| 2.  | Sweet Melody (ft. Ben)                                  | Xia                                      | Fraktal                                          | 3:24  |
| 3.  | This Love Shouldn't Go Away (이 사랑을 떠나가면 안돼요) | Kemi (Gaemi)                             | Kemi (Gaemi)                                     | 4:04  |
| 4.  | Pretty (예뻐)                                           | Xia, J.Kimb                              | President, Kim Juchan (Kim Yoo-chan)             | 3:57  |
| 5.  | Fun Drive ((FUN 드라이브) ft. Crucial Star)             | Xia, Kvon Bingi (Kwon Bin-gi)            | Xia, Kvon Bingi (Kwon Bin-gi)                    | 3:35  |
| 6.  | Break My Heart                                          | Pak Unu (Park Eun-woo)                   | Airwave Assassins                                | 3:21  |
| 7.  | Still (여전히)                                          | Xia, J.Kimb                              | President, Ju Jongdzsun (Yoo Yeong-joon)         | 3:57  |
| 8.  | Magic Carpet                                            | Xia                                      | Tonino Speciale, Michael Angelo, Michael Harwood | 3:21  |
| 9.  | Don't Forget (잊지는 마)                                | Kim Szedzsin (Kim Se-jin), Yoda          | Kim Szedzsin (Kim Se-jin), Pak Cshan (Park Chan) | 3:45  |
| 10. | XITIZEN (ft. Paloalto)                                  | Xia, Pak Il (Park Il)                    | Xia, Pak Il (Park Il)                            | 3:27  |
| 11. | You're Irreplaceable (다른 누구도 대신 못할 너)         | JungKey                                  | JungKey                                          | 4:24  |
| 12. | Tonight                                                 | President, Parking Lot                   | Suran, Made By, Kaiser                           | 3:57  |
| 13. | ..Is You                                                | Szonu Dzsonga (Seonwoo Jungah), Realmeee | Szonu Dzsonga (Seonwoo Jungah)                   | 3:41  |